# Internationaux de Tennis Feminin Nice 2001
Internationaux de Tennis Feminin Nice 2001 — жіночий тенісний турнір, що проходив на закритих кортах з твердим покриттям у Ніцці (Франція). Належав до турнірів 2-ї категорії в рамках Туру WTA 2001. Турнір відбувся вперше і тривав з 12 до 18 лютого 2001 року. Сьома сіяна Амелі Моресмо здобула титул в одиночному розряді й отримала 90 тис. доларів США.

## Фінальна частина

### Одиночний розряд
Амелі Моресмо —  Магдалена Малеєва 6–2, 6–0
- Для Моресмо це був 2-й титул за сезон і 5-й — за кар'єру.

### Парний розряд
Емілі Луа /  Анн-Гель Сідо —  Кімберлі По /  Наталі Тозья 1–6, 6–2, 6–0
- Для Луа це був єдиний титул за сезон і 3-й — за кар'єру. Для Сідо це був єдиний титул за сезон і 2-й - за кар'єру.